# American Authors
Die American Authors sind eine US-amerikanische Indie-Rock-Band aus New York.

## Bandgeschichte
Gegründet wurde die Band von Sänger Zac Barnett aus Minnesota, Gitarrist James Adam Shelley aus Florida, Bassist Dave Rublin aus New Jersey und Schlagzeuger Matt Sanchez aus Texas im Jahr 2006, als sie alle das Berklee College of Music in Boston besuchten. Ursprünglich nannten sie sich Blue Pages, später American Authors. Nachdem sie das College vorzeitig verlassen hatten, zogen sie um nach Brooklyn. 2012 bekamen sie einen Plattenvertrag von Island Records und veröffentlichten noch im selben Jahr die Singles Believer und Best Day of My Life. Im Jahr darauf folgte die nach der Band benannte Debüt-EP, mit der sie es in den US-Heatseeker-Charts bis auf Platz 5 schafften. Noch im selben Jahr stieg Best Day of My Life in die offiziellen Singlecharts ein. Mit dafür verantwortlich waren mehrere Verwendungen in Fernsehwerbespots und Auftritte der Band unter anderem bei Jay Leno und in der Fernsehserie The Carrie Diaries. Aber erst mit der Veröffentlichung des Debütalbums Oh, What a Life im März 2014, das auf Platz 15 der Billboard 200 einstieg, erreichte das Lied seine Höchstplatzierung und wurde mit Gold ausgezeichnet. Gleichzeitig wurden Single und Album auch in Großbritannien veröffentlicht und erreichten dort ähnliche Platzierungen wie in der Heimat der Band.

## Diskografie

### Alben
- 2014: Oh, What a Life
- 2016: What We Live For
- 2019: Seasons
- 2023: Best Night of My Life

### EPs
als The Blue Pages
- 2007: Surrounded by Wolves
- 2009: Bear Fight
- 2010: Night Hawke
- 2011: Anthropology
- 2012: Rich with Love

als American Authors
- 2013: American Authors
- 2020: Counting Down
- 2022: Blind for Love

### Singles
- 2013: Believer (US: Gold)
- 2013: Best Day of My Life
- 2014: Luck
- 2014: In a Big Country
- 2015: Go Big or Go Home
- 2015: Pride
- 2016: What We Live For
- 2017: Everything Everything
- 2017: I Wanna Go Out
- 2017: Good Ol’ Boys (mit Gazzo)
- 2018: Deep Water
- 2018: Say Amen (featuring Billy Raffoul)
- 2019: Bring It On Home (featuring Phillip Phillips & Maddie Poppe)
- 2020: Microphone
- 2020: Best I Can (mit Seeb)
- 2021: Nice and Easy (mit Mark McGrath)
- 2021: Favorite Time of the Year
- 2022: One Way Up (mit Fedde Le Grande)
- 2022: Blind for Love
- 2022: Sleigh Ride
- 2023: Best Night of My Life
- 2023: We Happy

Gastbeiträge
- 2021: Move / Santana featuring Rob Thomas & American Authors
- 2021: This Time Is Right / CVBZ featuring American Authors

## Auszeichnungen für Musikverkäufe
| Goldene Schallplatte - Kanada - 2019: für das Album Oh, What a Life - Neuseeland - 2022: für das Album American Authors - Norwegen - 2019: für das Album Oh, What a Life Platin-Schallplatte - Dänemark - 2014: für das Streaming Best Day of My Life - Italien - 2014: für die Single Best Day of My Life - Mexiko - 2014: für die Single Best Day of My Life - Spanien - 2024: für die Single Best Day of My Life | 3× Platin-Schallplatte - Brasilien - 2023: für die Single Best Day of My Life - Neuseeland - 2024: für die Single Best Day of My Life - Schweden - 2014: für die Single Best Day of My Life 4× Platin-Schallplatte - Australien - 2021: für die Single Best Day of My Life 7× Platin-Schallplatte - Kanada - 2023: für die Single Best Day of My Life |

Anmerkung: Auszeichnungen in Ländern aus den Charttabellen bzw. Chartboxen sind in ebendiesen zu finden.
| Land/RegionAuszeichnungen für Musikverkäufe (Land/Region, Auszeichnungen, Verkäufe, Quellen) | Gold     | Platin       | Verkäufe  | Quellen              |
| -------------------------------------------------------------------------------------------- | -------- | ------------ | --------- | -------------------- |
| Australien (ARIA)                                                                            | —        | 4× Platin4   | 280.000   | aria.com.au          |
| Brasilien (PMB)                                                                              | —        | 3× Platin3   | 180.000   | pro-musicabr.org.br  |
| Dänemark (IFPI)                                                                              | —        | Platin1      | —         | ifpi.dk              |
| Deutschland (BVMI)                                                                           | —        | Platin1      | 400.000   | musikindustrie.de    |
| Italien (FIMI)                                                                               | —        | Platin1      | 30.000    | fimi.it              |
| Kanada (MC)                                                                                  | Gold1    | 7× Platin7   | 600.000   | musiccanada.com      |
| Mexiko (AMPROFON)                                                                            | —        | Platin1      | 60.000    | amprofon.com.mx      |
| Neuseeland (RMNZ)                                                                            | Gold1    | 3× Platin3   | 97.500    | radioscope.co.nz NZ2 |
| Norwegen (IFPI)                                                                              | Gold1    | —            | 10.000    | ifpi.no              |
| Schweden (IFPI)                                                                              | —        | 3× Platin3   | 120.000   | sverigetopplistan.se |
| Spanien (Promusicae)                                                                         | —        | Platin1      | 60.000    | elportaldemusica.es  |
| Vereinigte Staaten (RIAA)                                                                    | 2× Gold2 | 6× Platin6   | 7.000.000 | riaa.com             |
| Vereinigtes Königreich (BPI)                                                                 | —        | 2× Platin2   | 1.200.000 | bpi.co.uk            |
| Insgesamt                                                                                    | 5× Gold5 | 33× Platin33 |           |                      |